# Der Zwerg (Oper)
Der Zwerg ist eine Oper in einem Akt von Alexander Zemlinsky. Das Libretto stammt von Georg C. Klaren. Als Vorlage diente ihm das Märchen Der Geburtstag der Infantin von Oscar Wilde. Das Werk erlebte seine Uraufführung am 28. Mai 1922 in Köln unter der Leitung von Otto Klemperer.

## Handlung
Im Festsaal des königlichen Schlosses zu Madrid wird die Feier des 18. Geburtstages der Thronanwärterin vorbereitet. Aufsicht darüber führt Don Estoban, der Haushofmeister. Den Zofen schildert er, welche Geschenke für die Prinzessin angekommen sind. Das Präsent, das am meisten Aufsehen erregt, stammt von einem Sultan: ein verwachsener Zwerg. Der selbst ahnt nicht, wie hässlich er ist, hat er doch noch nie einen Spiegel oder sein Spiegelbild gesehen.
Nachdem Don Estoban das Zeichen für den Beginn des Festes gegeben hat, defilieren die Gäste an der Infantin vorbei und beglückwünschen sie. Anschließend wird sie mit dem lebenden Geschenk überrascht. Weil dem Zwerg noch nie ein solch schönes Geschöpf wie die Prinzessin unter die Augen gekommen ist, drängt es ihn, sie mit einem Lied zu beglücken, was das Amüsement der drei Zofen hervorruft. Nur Ghita, die Lieblingszofe der Infantin, hat Mitleid mit der armen Kreatur.
Nach dem Abschied der Gäste steigert sich der Zwerg in eine Vision hinein, in der er sich als Beschützer der Prinzessin sieht. Die nimmt den Ball auf und ermuntert ihn, in seinem Tun noch weiter zu gehen. Daraufhin gesteht ihr der Zwerg seine Liebe; doch als er sie küssen will, weist sie ihn zurück, schenkt ihm aber zum Dank eine weiße Rose. Ghita rät dem Buckligen, von der Prinzessin zu lassen. Der aber begreift nicht, was die Zofe meint. Vielmehr lebt er seinen Traum weiter. Da entdeckt er plötzlich in einem Spiegel sein wahres hässliches Gesicht. Er bittet die Infantin ihm zu sagen, dass es nicht wahr ist, was der Spiegel zeigt, und beschwört noch einmal seine Liebe zu ihr, doch vergeblich. Die Infantin kehrt zurück zu ihrem Hofstaat. Ghita findet den zusammengebrochenen Zwerg, der sie um die weiße Rose bittet, bevor er stirbt.

## Wiederentdeckung, Musik
Bald nach Zemlinskys Tod waren seine Werke weitgehend vergessen. Es sollte rund 30 Jahre dauern, bis sie wieder den Weg an die Öffentlichkeit fanden. Die Renaissance begann 1977 in Kiel, wo Der Zwerg  zusammen mit Zemlinskys anderem Einakter Eine florentinische Tragödie wiederaufgeführt wurde. Der große Erfolg stellte sich aber erst 1981 bei einer Aufführung durch die Hamburger Staatsoper in der Inszenierung von Adolf Dresen ein. Dresen hatte das Libretto hierfür stark überarbeitet, um die Handlung an die Vorlage von Oscar Wilde anzunähern. Anlässlich des 100-jährigen Uraufführungsjubiläums wurde Der Zwerg im Jahr 2022 an der Oper Köln, dem Ort der Weltpremiere, in der damaligen Kombination mit dem Ballett Petruschka von Igor Strawinsky gezeigt. Regie führte Paul-Georg Dittrich.
Zemlinskys Musik pendelt zwischen Spätromantik, Verismo und Moderne, verlässt aber nie den Boden der Tonalität.